# 港猪
港豬，香港政治術語，於2010年代開始流行，由有政治理念的人用于批評不熱衷政治的香港人，指他們只顧餬口養家、但求生活安穩，像豬一樣只要可以吃、可以睡就足夠了。當其他人為追求政治理念作出抗爭，上街堵路和示威時，他們總會埋怨社會變得不安寧，生活受到騷擾，並且影響了他們的生計。

## 外部連結
- 港豬是怎樣煉成的？ （页面存档备份，存于）